# Куковичское
Куковичское (укр. Куковицьке) — посёлок в Менском районе Черниговской области Украины. Население 12 человек. Занимает площадь 0,03 км².
Код КОАТУУ: 7423085002. Почтовый индекс: 15655. Телефонный код: +380 4644.

## Власть
Орган местного самоуправления — Куковичский сельский совет. Почтовый адрес: 15655, Черниговская обл., Менский р-н, с. Куковичи, ул. Ленина, 36.